# Sigismundo III Vasa da Polônia
Sigismundo III Vasa (Mariefred, 1566 – Varsóvia, 1632) foi rei da Polônia, grão-duque da Lituânia, chefe de estado da República das Duas Nações de 1587 até sua morte, e rei da Suécia de 1592 até sua deposição em 1599. Era filho do rei João III da Suécia e sua primeira esposa Catarina Jagelão. Como monarca de uma união pessoal entre a Suécia e a Polónia, Sigismundo ficou no centro do antagonismo entre protestantes e católicos. O seu adversário e líder da facção protestante sueca foi o duque Carlos, então regente da Suécia e mais tarde rei Carlos IX.
Eleito para o trono da República das Duas Nações, Sigismundo buscou criar uma união pessoal entre a República e a Suécia. Após ter sido deposto do trono sueco, passou grande parte de seu tempo tentando recuperá-lo. Seu reinado iniciou uma série de guerras entre a República e a Suécia que teriam prosseguimento até a década de 1660. Devido ao seu fracasso em executar algo de importância duradoura além do fato de ter possibilitado o surgimento de futuras guerras devastadoras, alguns historiadores, tais como Paweł Jasienica, consideram seu reinado como sendo o marco do início dos últimos anos da Era dourada polonesa.
Seu filho e sucessor, Vladislau IV Vasa, mandou erguer em frente ao Palácio Real em Varsóvia um monumento (Coluna de Sigismundo) em sua homenagem.

## Títulos reais

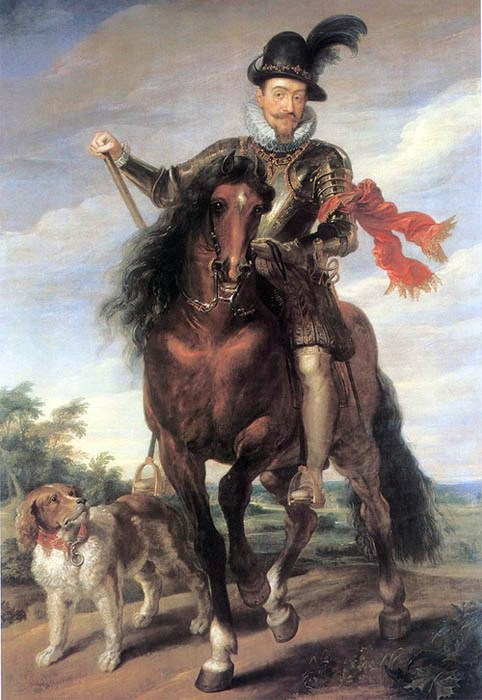
Sigismundo III a cavalo

- Títulos reais em latim: Sigismundus Tertius Dei gratia rex Poloniæ, magnus dux Lithuaniæ, Russiæ, Prussiæ, Masoviæ, Samogitiæ, Livoniæque, necnon Suecorum, Gothorum Vandalorumque hæreditarius rex.
- Tradução portuguesa: Sigismundo III pela graça de Deus rei da Polônia, grão-duque da Lituânia, Rutênia, Prússia, Masóvia, Samogícia, Livônia, e também rei hereditário dos suecos, godos e vendos.

Sigismundo Vasa-Jagiellon (1566-1632) foi eleito Rei da Polônia e reinou de 1587 a 1632. Por herança paterna, assumiu em 1592 o trono da Suécia e foi considerado como tendo abdicado em 1599 e finalmente deposto em 1604. De sua avó Bona Sforza ele herdou o título de Rei de Jerusalém.

## Biografia

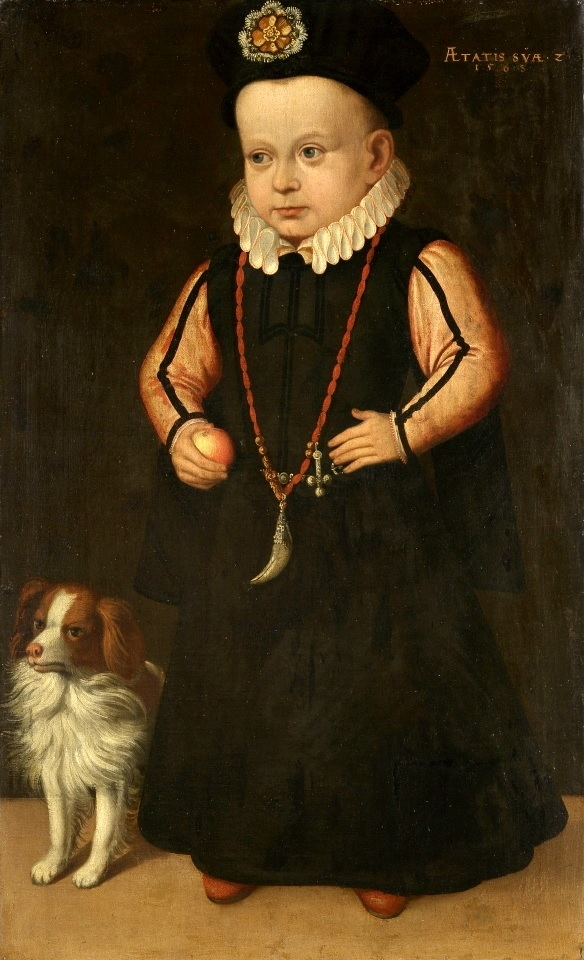
Sigismundo III quando criança. Pintura de Johan Baptista van Uther

Ele nasceu em Gripsholm durante a prisão de seus pais pelo rei Érico XIV. Embora a Suécia fosse protestante, Sigismundo foi criado como um católico. Este fato, combinado com a sua problemática união pessoal, atrapalhariam suas pretensões futuras de buscar apoio na Suécia.
Sua mãe, Catarina Jagelão, era filha de Sigismundo I, o Velho e sua esposa Bona Sforza. A dinastia Jaguelônica vinha mantendo a coroa da República das Duas Nações desde o primeiro governante Jagelão, Ladislau II (em polonês/polaco:  Władysław II Jagiełło), que a havia recebido em 1386 de sua esposa, Edviges da Polónia (Jadwiga), filha do rei Luís de Anjou.
Em 1587, ele se candidatou à monarca da República das Duas Nações, após a morte do anterior rei polonês, Estêvão Bathóry. A eleição aconteceu em um ambiente de conflitos entre a nobreza polonesa (szlachta), com os dois lados divergentes se reunindo em torno do Chanceler Jan Zamoyski e da família Zborowscy. Sigismundo, apoiado por Zamoyski e a viúva do rei, Ana Jagelão, foi eleito Rei da República das Duas Nações em 19 de agosto de 1587 e reconhecido como tal pelo interrex, o Primaz da Polônia, Stanisław Karnkowski.
Contudo, aqueles que haviam apoiado a outra candidatura, a de Maximiliano III, Arquiduque da Áustria, não aceitaram o resultado da eleição e decretaram que Maximiliano era o verdadeiro monarca. Nem Sigismundo, nem Maximiliano estavam presentes na República nesta ocasião. Após receber a notícia de sua eleição, Sigismundo partiu imediatamente da Suécia e chegou em Oliwa em 7 de outubro (seu desembarque foi retardado devido às hostilidades dos protestantes de Gdańsk). Em sua Pacta conventa Sigismundo aceitou a redução dos poderes monárquicos em favor do Sejm. Após ser proclamado rei, Sigismundo retornou ao seu navio no mesmo dia, desembarcando em Gdańsk no dia seguinte e depois de aproximadamente duas semanas ele partiu para a Cracóvia, onde foi coroado em 27 de dezembro daquele ano.

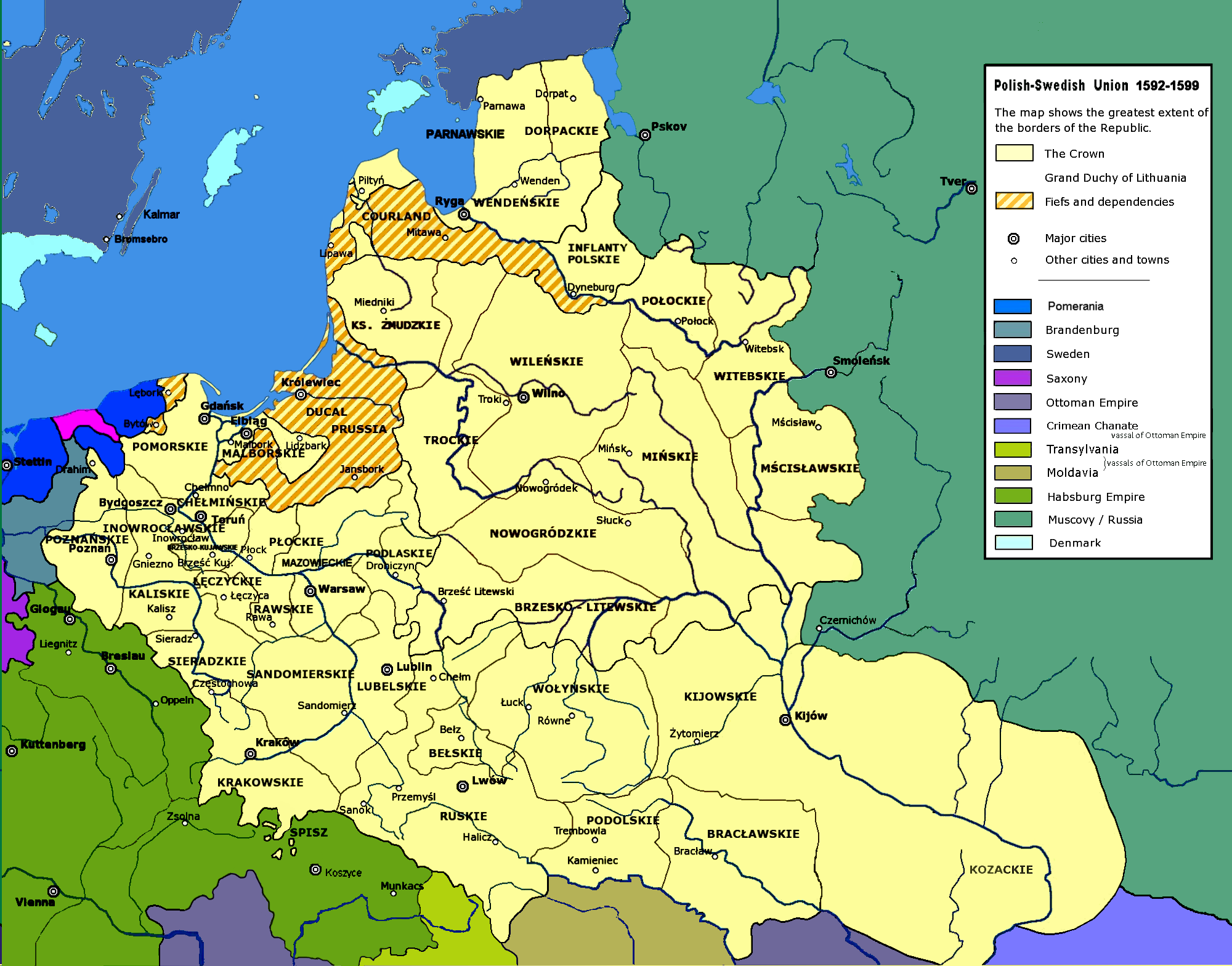
União polaco-lituana 1592-1599

Quando Maximiliano tentou resolver a disputa trazendo uma força militar e iniciando a Guerra da sucessão polonesa (1587-1588), ele foi derrotado na Batalha de Byczyna pelos partidários de Sigismundo, sob o comando do hetman polonês Jan Zamojski. Maximiliano foi feito prisioneiro e libertado somente após a intervenção do Papa Sisto V. Em 1589 renunciou ao seu direito à coroa polonesa.
Em 1592 ele casou com a arquiduquesa Ana de Habsburgo e depois da morte de seu pai no mesmo ano, recebeu a permissão do Sejm para aceitar o trono sueco. Após Sigismundo ter prometido manter o luteranismo sueco, foi coroado rei da Suécia em 1594. Tentou governar a Suécia da Polônia, deixando os suecos sob o controle de um regente, seu tio paterno Duque Carlos. Em 1596 obteve sucesso ao criar a União de Brest, que se esforçou em trazer parte da Igreja Ortodoxa para o Catolicismo. No mesmo ano, transferiu a capital da Polônia de Cracóvia para Varsóvia.
Após a morte de sua esposa Anna em 1598, ele casou com sua cunhada Constança de Habsburgo em 1605. Os problemas foram crescendo na fronteira sul da República, onde Jan Zamoyski e outros magnatas estavam engajados nas guerras dos magnatas na Moldávia. Após a derrota das forças polonesas na Batalha de Cecora em 1620, a República renunciaria a suas pretensões ao Principado da Moldávia.

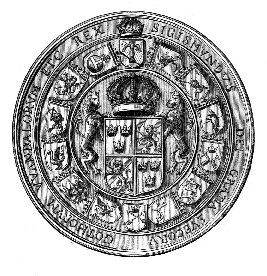
O selo real de Sigismundo III

Devido ao forte apoio de Sigismundo à Contra-Reforma, sua situação favorável junto à maioria protestante sueca ruiu rapidamente. Carlos assumiu total controle sobre a Suécia e se revoltou ostensivamente contra Sigismundo, temendo que Sigismundo viesse a implantar o Catolicismo na Suécia. Em 1598 Sigismundo tentou derrotá-lo com uma força mista de suecos e poloneses, mas foi derrotado na Batalha de Stångebro. Sigismundo ficou então proibido de governar a Suécia do exterior, mas apesar disto retornou à Polônia e por este motivo, em 1599 foi deposto. Este acontecimento e sua decisão de incorporar a Livônia à República resultaram na Guerra polaco-sueca, que durou, com algumas pequenas interrupções, até 1629. Pouca coisa foi conseguida nesta guerra por qualquer um dos lados. O reino foi finalmente entregue a Carlos. Sigismundo, porém, não desistiu de reivindicar o trono sueco e toda a sua política externa, a partir dali, seria no esforço de recuperar a coroa sueca. Isto levou às piores relações e a diversas guerras entre os dois países, terminando apenas após a Grande Guerra do Norte.
Em 1605 Sigismundo tentou fortalecer o poder do monarca pedindo ao Sejm (o parlamento da República das Duas Nações) para limitar o liberum veto, criar novos impostos e aumentar o contingente militar. Seus opositores, chefiados por Mikołaj Zebrzydowski, declararam uma  konfederacja e rokosz em Sandomierz, levando a uma guerra civil que ficou conhecida por Rebelião de Zebrzydowski (rokosz Zebrzydowskiego). Mais tarde, as forças reais derrotaram os revoltosos em 6 de julho de 1607 na Batalha de Guzów, mas o compromisso foi o de voltar à situação anterior a de 1605.
Outro conflito importante em seu reinado foi o da Guerra polaco-moscovita (1605–1618), também conhecida como As Dimitríades. Sigismundo e muitos magnatas poloneses tentaram se aproveitar da Guerra civil moscovita (o Tempo de Dificuldades), e após uma demorada guerra, o Armistício de Deulino deu algumas concessões territoriais à República (principalmente a Voivodia de Smoleńsk). No entanto, esta guerra aumentou as tensões entre a Polônia e a Rússia e arruinou os planos para o estabelecimento de uma República polaco-lituana-moscovita.

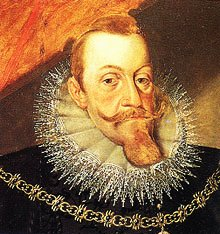
Sigismundo III Vasa

Sigismundo foi um talentoso pintor e ourives: de suas três pinturas que sobreviveram até os dias atuais, uma foi por séculos erroneamente atribuída a Tintoretto; de sua oficina saiu a principal parte do famoso caixão de prata de Santo Adalberto de Praga na Catedral em Gniezno.
Sigismundo morreu aos 65 anos de idade no castelo real em Varsóvia.

### A política de Sigismundo
Muitos historiadores acreditam que Sigismundo só viu a Polônia como uma ferramenta que lhe permitiria recuperar o trono de Suécia. Para este fim ele tentou fortalecer seu poder real e se aliou aos Habsburgos e forças da Contra-Reforma. Essas políticas eram contrárias a muitos membros da nobreza polonesa (a szlachta), principalmente ao chanceler Jan Zamojski. Isto conduziu a uma rebelião semilegal contra o rei (rokosz), conhecida como rokosz de Zebrzydowski (1606–1608) que foi uma resposta por Sigismundo tentar introduzir o voto da maioria em lugar da unanimidade no Sejm. As forças leais a Sigismundo saíram vitoriosas, mas os rebeldes não foram punidos. Por algum tempo, a fim de pacificar a inquieta szlachta, Sigismundo apoiou a guerra contra a Moscóvia (a Dimitríades, 1608–1618). Embora as forças militares da República fossem, quase que constantemente, arrastadas para as guerras no Leste (com a Moscóvia), norte (com a Suécia) e Sul (com os otomanos – as guerras polaco-otomanas), Sigismundo tirou proveito de guerra civil na Rússia (o Tempo de Dificuldades) e obteve ganhos territoriais temporários para a República.
Mesmo Sigismundo não tendo conseguindo recuperar o trono sueco, suas políticas de ambição pessoal provocaram uma longa série de conflitos entre a República, a Suécia e a Moscóvia. Apesar do Sejm da República não ter aprovado muitos dos ambiciosos planos ofensivos (e perigosos) de Sigismundo (e mais tarde de seu filho, Wladislaw), a Casa de Vasa, no entanto, teve sucesso em tirar parcialmente a República da Guerra dos Trinta Anos. Este conflito insensato com a Suécia, combinado com as guerras contra os otomanos e a Moscóvia culminou, bem depois da morte de Sigismundo, na série de eventos conhecidos como O Dilúvio que terminou com a Era de Ouro da República.
Durante seu reinado ele permitiu que os Brandeburgo Hohenzollerns herdassem o Ducado da Prússia.

### A família real

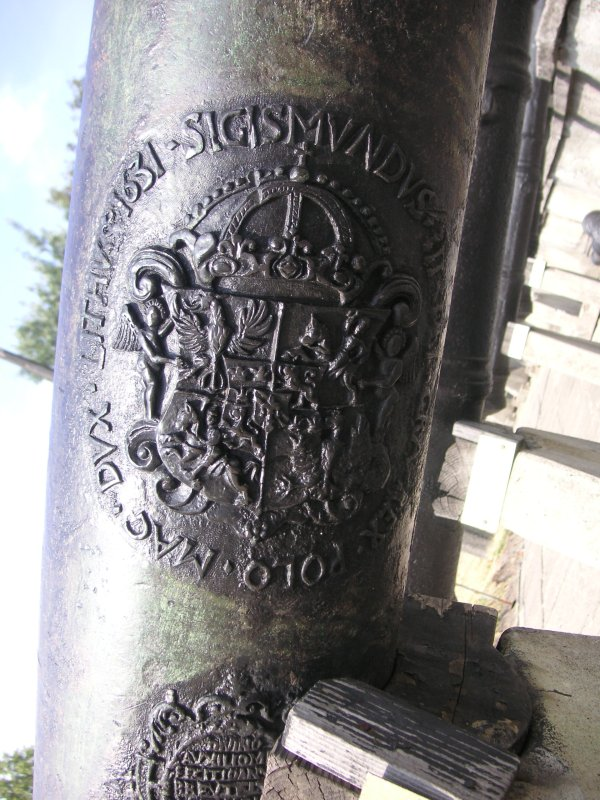
Brasão de armas do rei Sigismundo em um canhão por ele financiado

Sigismundo casou duas vezes. A primeira, em 31 de maio de 1592, com Ana da Áustria (1573 – 1598), filha do Arquiduque Carlos II de Áustria (1540 – 1590) e de sua esposa Maria Ana da Baviera (1551-1608). Eles tiveram cinco filhos:
1. Ana Maria (Anna Maria) (1593 – 1600);
2. Catarina (Katarzyna) (1594 – 1594);
3. Ladislau (Władysław) (1595 – 1648), reinou como Ladislau IV;
4. Catarina (Katharyna) (1596 – 1597);
5. Cristovão (Krzystof) (1598 – 1598).

E pela segunda vez, em 11 de dezembro de 1605, com a irmã de sua primeira esposa, Constança de Habsburgo (1588 – 1631). Eles tiveram sete filhos:
1. João Casimiro (Jan Kasimir) (1607 – 1608)
2. João Casimiro (Jan Kasimir) (1609 – 1672), reinou como João II Casimiro;
3. João Alberto (Jan Albert) (1612 – 1634);
4. Carlos Ferdinando (Karol Ferdynand) (1613 – 1655);
5. Alexandre Carlos (Aleksander Karol) (1614 – 1634);
6. Ana Constança (Anna Konstancja) (1616);
7. Ana Catarina Constança (Anna Katarzyna Konstancja) (1619 – 1651).